# Seta
Seta (finsky Seksuaalinen tasavertaisuus – „Sexuální rovnost“), založená v roce 1974, je hlavní organizací bojující za práva LGBT ve Finsku. Jedná se o národní organizace s několika dalšími členskými organizacemi napříč zemí. Její generálním sekretářkou je Kerttu Tarjamo a předsedou Pekka Rantala. Jedenáctá finská prezidentka Tarja Halonen zastávala funkci předsedkyně Sety v letech 1980-81.

## Ocenění
Seta obdržela Asiallisen tiedon omena ("Jablko faktických informací"), což je každoročně vyhlašovaná cena, kterou dostávají lidé nebo organizace za přínos LGBT minoritě nebo šíření objektivních informací o diverzitě sexuality a genderu. Ocenění náleželo následujícím osobám nebo organizacím, mezi nimi:
- 2008 – zpěvačka Jenni Vartiainen a skladatel Teemu Brunila za píseň Ihmisten edessä. Podle Sety se zde perfektně vystihla odvaha, jíž potřebují LGBT osoby, pro veřejné držení se za ruce.[2]

Kunniarotta ("Čestná krysa") je ironická anticena osobám a organizacím za diskriminaci jiných sexuálních orientací a genderových identit, anebo znekvalitňování životní úrovně LGBT osobám. Krysou byly oceněni následující:
- 2003 – Finský červený kříž za odmítání přijímat krev od mužů majících sex s muži. Podle Sety je jejich postoj založený na paušalizování jedné skupiny osob do potenciálních šiřitelů viru HIV, což považuje za diskriminační.
- 2006 – profesorka Tuula Tamminen, předsedkyně mannerheimské Ligy za dětskou péči, za názor, že děti bez otců jsou abnormalita, což je relevantní důvod pro zákaz asistované reprodukce pro lesbické páry a svobodné ženy. Podle Sety Tamminen napadla její oficiálně uznaný postoj a etiku vědy, když ignorovala značný postoj studií, které dokazují, že stabilita rodiny nezávisí na pohlaví rodičů, a že se profesorka takto dopouští likvidace rozvoje péče o děti.[3]
- 2008 – primátor Raimo Ilaskivi, člen parlamentu Bjarne Kallis a generál Gustav Hägglund za jejích účast na poprasku ohledně loutkové animace Motýl z Uralu.[2]